# Тоцький Микола Васильович
Микола Васильович Тоцький (15 травня 1894 — †?) — сотник Армії УНР, льотчик-дозорець. Народився у с. Старий Олексинець Кременецького повіту Волинської губернії. Закінчив Рівненську реальну школу.

## Життєпис

### Служба в РІА
Від 15 грудня 1914 служив однорічником 2-го розряду у 42-му піхотному Якутському полку, в складі якого брав участь у Першій світовій війні. Навчався у школі прапорщиків у Києві (15 травня 1915), потім — прапорщик 247-го запасного батальйону (Новоузенськ). Після Оранієнбаумської кулеметної школи 15 березня 1916 направлений на службу до 2-го запасного кулеметного полку (Стрільна під Петроградом). 20 квітня 1916 отримав звання підпоручика та незабаром був відправлений на фронт — до 3-го стрілецького полку. З 21 вересня 1916 — поручник, з 17 травня 1917 — штабс-капітан. 5 червня 1917 за власним бажанням відкомандирований на посаду гарматного дозорця у 10-й корпусний повітроплавний загін, який перебував на Румунському фронті.

### Служба в Армії УНР
17 грудня 1917 цей підрозділ було офіційно українізовано. 10 березня 1918 рештки його прибули до Києва, де були використані Військовим міністерством УНР як кадри для формування українських повітроплавних частин. З 15 червня 1918 служив у Чернігово-Волинському повітроплавному дивізіоні Армії Української Держави. 1 вересня — 30 грудня 1918 навчався на інженерному відділенні Інструкторської школи старшин, потім повернувся до складу дивізіону. 25 січня 1919 за наказом командування Дієвої армії УНР дивізіон приєднався до складу Галицької армії, де невдовзі (1 березня 1919) був розділений на два. До одного з них — 1-го бойового загону, що ввійшов до складу II Галицького корпусу, гарматним дозорцем було зараховано й М. В. Тоцького. Згодом у його складі Микола Тоцький брав участь у всіх бойових діях II Галицького корпусу на території Галичини та Наддніпрянщини. У листопаді 1919 р. потрапив у радянський полон, але в грудні звільнений і відправлений до лав РСЧА. Відмовився служити у радянських військах і переховувався в Києві. На початку травня 1920 р. після звільнення Києва польськими та українськими військами, вступив до 6-ї Стрілецької дивізії Армії УНР. 20.05.1920 від'їхав до Варшави, де почала формуватись 1-а Запорізька авіаційна ескадрилья Армії УНР. 1 червня — 1 липня 1920 перебував на курсах льотчиків-дозорців, потому за фахом був зарахований до ескадрильї. У листопаді 1920 р. як льотчик-дозорець брав участь у повітряних операціях проти червоних у складі 1-го авіаційного загону 1-го Запорізької авіаційної ескадрильї Армії УНР.

### Еміграція
Після відступу Армії УНР на територію Польщі разом з особовим складом ескадрильї був відправлений до Бидгощі, де працював у 1-й летунській польсько-французькій школі. 21 лютого 1923 звільнений з інтернування; приватно мешкав у Польщі.
Під час Другої світової війни виїхав до Німеччини. Станом на 2 вересня 1948 перебував в українському таборі для переміщених осіб у м. Людвігсбург.